# Люскова, Александра Евгеньевна
Александра Евгеньевна Люскова (22 апреля 1900 года — 16 сентября 1989 года) — советский хозяйственный, государственный и политический деятель, Герой Социалистического Труда.

## Биография
Родилась в 1900 году в деревне Коцыно Шуйской волости Вологодской губернии.
С 1910 года — на хозяйственной, общественной и политической работе. В 1910—1962 гг. — работала по найму у зажиточных селян, работница колхозной свинофермы местного колхоза «Будённовец», установила мировой рекорд, вырастив в среднем 21,7 поросёнка на свиноматку, заведующая свинофермой в селе Шейбухта.
В 1948 году вырастила в течение года в среднем по 30 поросят от 8 свиноматок. 6 мая 1949 года Указом Президиума Верховного Совета СССР удостоена звания Героя Социалистического Труда «за получение высокой продуктивности животноводства в 1948 году при выполнении колхозом обязательных поставок сельскохозяйственных продуктов и плана развития животноводства по всем видам скота» с вручением Ордена Ленина и золотой медали «Серп и Молота».
В 1951—1952 гг. (за 1 год и 20 дней) получила от одной матки и её приплода (рождённого в тот же период) 171 животное общим живым весом 5330 кг.
Избиралась депутатом Верховного Совета СССР 2-го, 3-го, 4-го, 5-го созывов.
Умерла в 1989 году.